# 털북숭이발저빌
털북숭이발저빌(Gerbillurus paeba)은 황무지쥐아과에 속하는 설치류의 일종이다. 앙골라와 보츠와나, 모잠비크, 나미비아, 남아프리카공화국, 짐바브웨에서 발견된다. 자연 서식지는 건조 사바나 지대와 온대 관목 지대, 뜨거운 사막, 모해 해변, 도시 지역이다.